# Yurtsever Devrimci Gençlik Hareketi
Die Yurtsever Devrimci Gençlik Hareketi (deutsch Patriotisch revolutionäre Jugendbewegung; kurdisch Tevgera Ciwanên Welatparêz û Şoreşger), Kürzel YDG-H, ist eine Organisation, welche 2013 von jugendlichen PKK-Sympathisanten gegründet wurde. Sie wird als Jugendorganisation der PKK oder als Stadtguerilla bezeichnet.

## Entstehung und Struktur
Obwohl der Name der Organisation im Zusammenhang mit Demonstrationen und anschließenden Festnahmen schon früher auftauchte, entstand die Organisation 2013 in kurdisch bewohnten Städten der Türkei. In Cizre traten vermummte Mitglieder in T-Shirts mit einem Bild von Abdullah Öcalan in militärischer Formation und Flaggen, aber ohne Waffen auf. Oft wird die vierte Phase des strategischen Kampfes, die von der PKK 2010 eingeleitet wurde, als Startschuss für die Gründung der YDG-H angesehen. Im Jahre 2012 sollte der „Revolutionäre Volkskrieg“ beginnen. Daran sollten nicht nur Guerillas auf dem Lande, sondern auch eine Stadtguerilla beteiligt sein. Allerdings war schon bei den Ermittlungen gegen die KCK aus dem Jahre 2007 von einer Jugendorganisation der PKK die Rede, selbst wenn der Name noch nicht YDG-H war.
Kinder und Jugendliche, die in den 1990er Jahren unter der extremen Gewalt im Gebiet unter Ausnahmezustand aufgewachsen waren, wurden in der Türkei als „Steine werfende Kinder“ (türkisch taş atan çocuklar) bekannt. Sie widersetzten sich der Aufforderung, nicht angemeldete Demonstrationen aufzulösen, indem sie Steine auf die Ordnungshüter warfen. Einige von ihnen wurde erschossen und viele andere unter dem Vorwurf, Aktionen im Namen einer (illegalen) Organisation durchzuführen, ohne selbst Mitglied zu sein, angeklagt und zu hohen Strafen verurteilt. Nach der offiziellen Gründung der YDG-H wurden die Aktionen militanter. Bei den Protesten gegen den Bau neuer Festungen (genannt „kalekol“ in Anlehnung an das Wort „karakol“) an den Grenzen der Türkei warfen im Sommer 2013 jugendliche Demonstranten nicht nur Steine, sondern auch Molotow-Cocktails. Im Jahre 2014 wurden an einigen Straßen Gräben ausgehoben, um die Versorgung der Baustellen zu verhindern.
Die YDG-H erhält keine direkten Anweisungen von der PKK. Eine hierarchische Struktur ist nicht bekannt. Die Jugendlichen, die nur selten älter als 20 Jahre alt sind, sind in Teams („Zellen“) von 10 oder mehr Mitgliedern organisiert. Sie benennen sich nach gefallenen Kämpfern der PKK (so genannte Märtyrer). Wenn eine Gruppe mehr als 30 Mitglieder hat, spaltet sie sich in kleinere Gruppen. Bei ihren Aktionen treten sie vermummt auf.

## Entwicklung seit Oktober 2014
Bekannt wurde die Gruppierung im Zusammenhang mit dem Kampf um Kobanê. Neben der Tatsache, dass sich etliche Mitglieder auf kurdischer Seite direkt an den Kämpfen beteiligten, spielte die YDG-H eine wesentliche Rolle bei den Protesten in der Türkei. Nach einem Bericht der Stiftung für Menschenrechte in der Türkei (TIHV) starben bei den gewaltsam geführten Auseinandersetzungen um die Passivität der Regierung zu der Schlacht um Kobane sowohl bei Schießereien unter politischen Gruppen, als auch durch Schüsse der Sicherheitskräfte oder auf die Sicherheitskräfte 43 Personen. Bei den rivalisierenden Gruppen handelte es sich um die YDG-H und Mitglieder der Hüda Par.
Die Auseinandersetzungen zwischen der YDG-H und Hüda Par dauerten vor allem in Cizre an. Dort waren in weniger als 2 Monaten 20 ehemalige Mitglieder der YDG-H, die bei Kämpfen um Sindschar, Kobane und Ar-Raqqa gegen den Islamischen Staat gefallen waren, beerdigt worden. Die YDG-H betrachtete die Hüda Par als verlängerten Arm des Islamischen Staates. In anderthalb Monaten wurden bei den Kämpfen in Cizre 7 Angehörige der YDG-H und ein Mitglied von Hüda Par getötet. Die YDG-H sperrte den Zugang zu den Stadtteilen Cudi, Nur, Yafes und Sur durch ausgehobene Gräben ab. Diese Situation dauerte mehr als 3 Monate. Ein Aufruf von Abdullah Öcalan, die Situation zu beenden, welche der HDP-Abgeordnete Hatip Dicle Mitte Januar 2015 überbrachte, blieb aufgrund eines weiteren Mordes erfolglos. Erst nach weiteren Vermittlungen wurden 184 Gräben, die die YDG-H ausgehoben hatte, von der Stadtverwaltung (der Amtsinhaber ist Mitglied der DBP) wieder zugeschüttet.

## YDG-H als Hüter der Selbstverwaltung
Nach den Wahlen vom Juni 2015, die zu keiner eindeutigen Mehrheit für die regierende AKP geführt hatte, eskalierte die Gewalt in den kurdischen Gebieten. Das türkische Militär flog auch Einsätze gegen Stellungen der PKK außerhalb der Türkei. Ende Juli 2015 erklärte Staatspräsident Recep Tayyip Erdoğan den Friedensprozess für beendet. Im August 2015 erklärten so genannte Volksparlamente, oft mit Beteiligung der in den Stadtverwaltungen dominierenden DBP, dass an ihren Orten Selbstverwaltung gelte. Bis zum 20. August 2015 war in 16 Ortschaften, darunter die Provinzhauptstädte Hakkâri und Batman sowie zwei Stadtteilen in Istanbul eine Selbstverwaltung ausgerufen worden. Gleichzeitig wurde erklärt, dass die Staatsgewalt in diesen Orten nicht mehr gelte. Militante der YDG-H hoben Gräben aus und errichteten Barrikaden, um den Zugang zu den von ihnen dominierten Stadtvierteln zu sperren. Im Gegenzug verhängten die jeweiligen Gouverneure Ausgangssperren. Im Dezember 2015 summierten sich die Ausgangssperren in 17 Kreisstädten von sechs Provinzen auf 163 Tage. Der Abgeordnete der Halkların Demokratik Partisi (HDP = Demokratische Partei der Völker) für die Provinz Diyarbakır, İdris Baluken gab bekannt, dass im Verlauf dieser Ausgangssperren 78 Zivilisten ihr Leben verloren. Nach Angaben des Migrationsvereins Göç-Der verließen mehr als 200.000 Menschen die Orte. Dennoch erklärte die YDG-H, dass sie die Taktik der „ausgehobenen Gräben“ fortführen werde.

## Ziele
Ziel der Organisation ist es, autonome Strukturen in den kurdisch besiedelten Gebiete herzustellen. Die Organisation folgt der Ideologie von Abdullah Öcalan. Sie versteht sich auch als Ordnungshüter der Bevölkerung im Kampf gegen Prostitution, Drogen und das Spitzelwesen.